# 뉴올리언스 세인츠

뉴올리언스 세인츠(영어: New Orleans Saints)는 미국 루이지애나주 뉴올리언스에 본거지를 둔 NFL팀이다. NFC 남부지구에 소속되어 있다.